# Sam Mangwana
Sam Mangwana (21 februari 1945) is een in Congo geboren muzikant, geboren uit een Angolese moeder en een Zimbabwaanse vader. Hij was de frontman van zijn bands Festival des Maquisards en African All Stars. Mangwana was lid van de baanbrekende band TPOK Jazz van François Luambo Makiadi en de bands African Fiesta, African Fiesta National en Afrisa International van Tabu Ley Rochereau.

## Levensloop
Hij werd geboren op 21 februari 1945 in het toenmalige Leopoldstad, nu Kinshasa, de hoofdstad van de Democratische Republiek Congo, en de grootste stad van dat land. Mangwana's ouders waren afkomstig uit het naburige Angola. Zijn vader was een Zimbabwaan, geboren in Chivi. Door de jaren heen heeft Sam Mangwana zijn familieleden in Zimbabwe bezocht.
Mangwana maakte zijn professionele debuut in 1963 met de Congo-Kinshasa rumbaband African Fiesta, eigendom van en geleid door Tabu Ley Rochereau. Mangwana trok over de rivier de Congo naar Brazzaville, waar hij een kortstondige groep vormde genaamd Los Batchichas. Hij werkte ook samen met de meer gevestigde Negro Band en Orchestre Tembo. Vervolgens stak hij weer over naar Kinshasa, waar hij zich bij Tabu Ley voegde, wiens band nu bekend stond als African Fiesta National.
In 1967 vertrok Mangwana opnieuw om Festival des Maquisards op te richten. De band bestond uit opmerkelijke artiesten; zangers Dalienst en Madilu System, gitarist Dizzy Mandjeku en leadgitarist Michelino. Twee jaar later was Sam Mangwana weer onderweg. Hij nam tot 1972 duo's op met een gitarist genaamd Jean Paul "Guvano" Vangu.
In 1972 sloot hij zich aan bij TPOK Jazz, onder leiding van Franco. Mangwana speelde vaak leadzanger op composities van OK Jazz-gitarist Simaro Lutumba. Zijn populariteit nam in deze tijd toe. De samenwerking met Simaro leverde drie hits op: "Ebale ya Zaire", "Cedou" en "Mabele". Hij verliet OK Jazz en voegde zich kortstondig weer bij de band van Tabu Ley, nu Afrisa genaamd. Daarna vertrok hij weer, dit keer verhuisde hij naar Abidjan, Ivoorkust, in West-Afrika. In 1978 richtte hij samen met anderen de band African All Stars op.
Toen de All Stars in 1979 uit elkaar gingen, werd hij soloartiest. Hij nam op en toerde met verschillende combinaties van muzikanten. Maria Tebbo (1980) met restanten van de All Stars, Coopération (1982) met Franco, Canta Moçambique (1983) met Mandjeku en albums met saxofonist Empompo Loway onder de namen Tiers Monde Coopération en Tiers Monde Révolution waren hoogtepunten uit zijn carrière in de jaren 80.
Door zijn veelvuldige komen en gaan kreeg hij de bijnaam "pigeon Voyageur" (reizende duif). In de jaren 2000 bracht Mangwana het grootste deel van zijn tijd door in Angola, terwijl hij regelmatig optredens gaf in Europa.

## Bandlidmaatschappen
- African Fiesta, 1962
- Festival des Maquisards, 1968
- TPOK Jazz, 1972
- African Fiesta National
- Afrisa International
- African All Stars, 1978

## Discografie
- African All Stars: Les Champions, 1977
- Sam Mangwana et l'African All Stars: Georgette Eckins, 1978
- Théo-Blaise Kounkou et l'African All Stars: Zenaba (1978)
- Sam Mangwana et l'African All Stars: International Sam Mangwana (1979)
- Waka Waka, 1978
- Maria Tebbo, 1979
- Georgette Eckins, 1979
- Matinda, 1979
- Affaire Disco, 1981
- Est-ce Que Tu Moyens?, 1981
- Cooperation, 1982
- Affairevideo, 1982
- N'Simba Eli, 1982
- Bonne Annee, 1983
- In Nairobi, 1984
- Aladji, 1987
- For Ever, 1989
- Lukolo, 1989
- Capita General, 1990
- Megamix, juli 1990
- Rumba Music, 1993
- No Me Digas No, 1995
- Galo Negro, 1998
- Sam Mangwana Sings Dino Vangu, 2000
- Volume 1 Bilinga Linga 1968/1969, juni 2000
- Volume 2 Eyebana 1980/1984, juni 2000
- Very Best of 2001, maart 2001
- Cantos de Esperanca, april 2003
- Lubamba, 2016

Met TPOK Jazz
- Lufua Lua Nkadi - Gezongen door Sam Mangwana, Michel Boyibanda, Josky Kiambukuta en Lola Checain in 1972.
- Luka Mobali Moko - Gezongen door Sam Mangwana, Josky Kiambukuta, Michèl Boyibanda en Lola Chécain, in 1974.

Bijdragende kunstenaar
- The Rough Guide to Congo Gold (2008, World Music Network)